# Pere Ordis i Llach
Pere Ordis i Llach (Crespià, 2 de gener de 1913 - Girona, 12 de setembre del 2000) fou un polític gironí i un metge uròleg, membre d'un llinatge de terratinents i polítics.
Ordis, amb antecedents tradicionalistes, passà durant la Guerra civil espanyola al territori controlat pels exèrcits rebels per unir-s'hi i lluitar contra la Segona República espanyola. El 1939 retornà a la ciutat de Girona amb les tropes franquistes comandades per Camilo Alonso Vega. En arribar s'afilià a la FET i de les JONS. El 1949 fou nomenat director de l'hospital provincial i accedí a l'Ajuntament de Girona com a tinent d'alcalde, càrrec que mantingué fins al 1955, any en el qual esdevingué procurador a les Corts espanyoles. Igualment, fou secretari provincial de Sanitat de la FET i de les JONS. L'any 1957 aconseguí d'ésser escollit alcalde de la ciutat. El seu mandat coincidí amb l'inici de la política del "desarrollismo" a Espanya. Ordis s'encarregà d'aplicar-la a Girona amb força èxit. El creixement urbanístic desmesurat fou un dels majors emblemes del consistori dirigit per Ordis, que aprovà projectes com el Pla Perpiñá de 1964, que preveia la construcció a la riba esquerra del riu Onyar, entre els carrers Joan Maragall i Ultònia, de 5 torres de 16 plantes i 5 blocs d'apartaments de 10 plantes, amb un basament de dues plantes amb galeries comercials. En total, 25.806 m² de superfície edificada. Un pla de cobriment gairebé total del riu Onyar al seu pas per la ciutat acompanyà més tard aquesta gran ordenació urbanística del centre de Girona.
Per al compliment de la política urbanística d'expansió, Ordis promogué la creació de la "Gran Girona", això és, un gran municipi que annexionés la resta de municipis del voltant. Aquest projecte es consumà el 1963, en incorporar Sant Daniel, Santa Eugènia de Ter i Palau-Sacosta. Gràcies a aquesta maniobra, amb el suport de les autoritats governamentals, el municipi de Girona passà dels seus escassos 7 km² a uns 29 km². Ordis inicià una política vers els municipis veïns, que continuaren els seus successors. Així, el 1974 es culminaren les agregacions de Salt i Sarrià de Ter, a part de les annexions de territori municipal de Celrà i Sant Gregori.
El 1967 fou rellevat del càrrec d'alcalde i passà a ocupar la presidència de la Diputació de Girona fins al 1972. La seva mala gestió davant les fortes inundacions del 1970 de la ciutat de Girona provocaren les dures crítiques de Josep Pla, que el responsabilitzà de la catàstrofe. A l'àmbit civil, Ordis fou president de la Societat de Tir de Girona.